# Chaumont (Yonne)
Chaumont ist eine französische Gemeinde mit 659 Einwohnern (Stand 1. Januar 2022) im Département Yonne in der Region Bourgogne-Franche-Comté; sie gehört zum Arrondissement Sens und zum Kanton Pont-sur-Yonne.

## Bevölkerungsentwicklung
- 1962: 243
- 1968: 273
- 1975: 306
- 1982: 313
- 1990: 552
- 1999: 551
- 2018: 650

|  |  |